# The Astaka
Le Astaka Towers (conosciute anche più semplicemente come The Astaka) sono un complesso composto da due grattacieli a Johor Bahru, Malaysia.

## Caratteristiche
Inaugurate nel 2018 sono gli edifici più alti della città, tra i più alti del paese e tra gli edifici residenziali più alti del mondo. Ospitano in totale 438 appartamenti, compresi i duplex su attico. Il complesso dispone anche di una piscina olimpionica e di una grande sala riunioni. Sono in corso i piani futuri per un nuovo hotel, centro commerciale e torri per uffici che dovrebbero sorgere intorno a questi edifici.